# Carex atlasica
Carex atlasica là một loài thực vật có hoa trong họ Cói. Loài này được (H.Lindb.) Tattou mô tả khoa học đầu tiên năm 1998.